# Gran Premio di superbike di Teruel 2020
Il Gran Premio di superbike di Teruel 2020 è stato la quinta prova del mondiale superbike del 2020. Nello stesso fine settimana si sono corsi la quinta prova del campionato mondiale Supersport e la quarta prova del campionato mondiale Supersport 300.
I risultati delle gare hanno visto vincere, per quel che concerne il mondiale Superbike: Michael Ruben Rinaldi in gara 1, Scott Redding in gara Superspole e Jonathan Rea in gara 2. Per Rinaldi si tratta della prima vittoria in carriera nel mondiale superbike.
Le gare del mondiale Supersport sono state entrambe vinte da Andrea Locatelli, mentre quelle del mondiale Supersport 300 sono andate a Bahattin Sofuoğlu in gara 1 e Jeffrey Buis in gara 2.

## Superbike gara 1

### Arrivati al traguardo
| Pos. | Nº | Pilota                | Squadra                  | Motocicletta         | Giri | Tempo     | Griglia | Punti |
| ---- | -- | --------------------- | ------------------------ | -------------------- | ---- | --------- | ------- | ----- |
| 1º   | 21 | Michael Ruben Rinaldi | Team GoEleven            | Ducati Panigale V4 R | 18   | 33'19.700 | 2º      | 25    |
| 2º   | 1  | Jonathan Rea          | Kawasaki Racing          | Kawasaki ZX-10RR     | 18   | +5.888    | 1º      | 20    |
| 3º   | 7  | Chaz Davies           | Aruba.it Racing - Ducati | Ducati Panigale V4 R | 18   | +10.035   | 8º      | 16    |
| 4º   | 60 | Michael van der Mark  | Pata Yamaha              | Yamaha YZF R1        | 18   | +15.965   | 12º     | 13    |
| 5º   | 54 | Toprak Razgatlıoğlu   | Pata Yamaha              | Yamaha YZF R1        | 18   | +19.357   | 7º      | 11    |
| 6º   | 22 | Alex Lowes            | Kawasaki Racing          | Kawasaki ZX-10RR     | 18   | +24.138   | 9º      | 10    |
| 7º   | 91 | Leon Haslam           | Team HRC                 | Honda CBR1000RR-R    | 18   | +24.275   | 6º      | 9     |
| 8º   | 50 | Eugene Laverty        | BMW Motorrad             | BMW S1000 RR         | 18   | +24.749   | 16º     | 8     |
| 9º   | 64 | Federico Caricasulo   | GRT Yamaha               | Yamaha YZF R1        | 18   | +25.437   | 11º     | 7     |
| 10º  | 66 | Tom Sykes             | BMW Motorrad             | BMW S1000 RR         | 18   | +26.796   | 4º      | 6     |
| 11º  | 31 | Garrett Gerloff       | GRT Yamaha               | Yamaha YZF R1        | 18   | +27.354   | 14º     | 5     |
| 12º  | 76 | Loris Baz             | Ten Kate Racing Yamaha   | Yamaha YZF R1        | 18   | +28.096   | 10º     | 4     |
| 13º  | 12 | Javier Forés          | Kawasaki Puccetti Racing | Kawasaki ZX-10RR     | 18   | +33.131   | 15º     | 3     |
| 14º  | 71 | Matteo Ferrari        | Motocorsa Racing         | Ducati Panigale V4 R | 18   | +44.847   | 20º     | 2     |
| 15º  | 13 | Takumi Takahashi      | MIE Racing Honda         | Honda CBR1000RR-R    | 18   | +59.529   | 21º     | 1     |
| 16º  | 77 | Maximilian Scheib     | Orelac Racing Verdnatura | Kawasaki ZX-10RR     | 15   | +3 giri   | 13º     |       |

### Ritirati
| Nº | Pilota          | Squadra                  | Motocicletta         | Giri | Griglia |
| -- | --------------- | ------------------------ | -------------------- | ---- | ------- |
| 19 | Álvaro Bautista | Team HRC                 | Honda CBR1000RR-R    | 14   | 5º      |
| 40 | Román Ramos     | Outdo Kawasaki TPR       | Kawasaki ZX-10RR     | 14   | 18º     |
| 45 | Scott Redding   | Aruba.it Racing - Ducati | Ducati Panigale V4 R | 7    | 3º      |
| 33 | Marco Melandri  | Barni Racing             | Ducati Panigale V4 R | 6    | 17º     |
| 20 | Sylvain Barrier | Brixx Performance        | Ducati Panigale V4 R | 0    | 19º     |

## Superbike gara Superpole

### Arrivati al traguardo
| Pos. | Nº | Pilota                | Squadra                  | Motocicletta         | Giri | Tempo     | Griglia | Punti |
| ---- | -- | --------------------- | ------------------------ | -------------------- | ---- | --------- | ------- | ----- |
| 1º   | 45 | Scott Redding         | Aruba.it Racing - Ducati | Ducati Panigale V4 R | 10   | 18'22.141 | 3º      | 12    |
| 2º   | 1  | Jonathan Rea          | Kawasaki Racing          | Kawasaki ZX-10RR     | 10   | +0.970    | 1º      | 9     |
| 3º   | 21 | Michael Ruben Rinaldi | Team GoEleven            | Ducati Panigale V4 R | 10   | +3.685    | 2º      | 7     |
| 4º   | 19 | Álvaro Bautista       | Team HRC                 | Honda CBR1000RR-R    | 10   | +4.833    | 5º      | 6     |
| 5º   | 7  | Chaz Davies           | Aruba.it Racing - Ducati | Ducati Panigale V4 R | 10   | +5.097    | 8º      | 5     |
| 6º   | 22 | Alex Lowes            | Kawasaki Racing          | Kawasaki ZX-10RR     | 10   | +5.725    | 9º      | 4     |
| 7º   | 54 | Toprak Razgatlıoğlu   | Pata Yamaha              | Yamaha YZF R1        | 10   | +7.822    | 7º      | 3     |
| 8º   | 91 | Leon Haslam           | Team HRC                 | Honda CBR1000RR-R    | 10   | +7.866    | 6º      | 2     |
| 9º   | 66 | Tom Sykes             | BMW Motorrad             | BMW S1000 RR         | 10   | +8.210    | 4º      | 1     |
| 10º  | 60 | Michael van der Mark  | Pata Yamaha              | Yamaha YZF R1        | 10   | +8.587    | 12º     |       |
| 11º  | 76 | Loris Baz             | Ten Kate Racing Yamaha   | Yamaha YZF R1        | 10   | +9.942    | 10º     |       |
| 12º  | 64 | Federico Caricasulo   | GRT Yamaha               | Yamaha YZF R1        | 10   | +10.363   | 11º     |       |
| 13º  | 31 | Garrett Gerloff       | GRT Yamaha               | Yamaha YZF R1        | 10   | +11.926   | 14º     |       |
| 14º  | 50 | Eugene Laverty        | BMW Motorrad             | BMW S1000 RR         | 10   | +16.157   | 16º     |       |
| 15º  | 77 | Maximilian Scheib     | Orelac Racing Verdnatura | Kawasaki ZX-10RR     | 10   | +16.237   | 13º     |       |
| 16º  | 12 | Javier Forés          | Kawasaki Puccetti Racing | Kawasaki ZX-10RR     | 10   | +16.529   | 15º     |       |
| 17º  | 33 | Marco Melandri        | Barni Racing             | Ducati Panigale V4 R | 10   | +17.384   | 17º     |       |
| 18º  | 71 | Matteo Ferrari        | Motocorsa Racing         | Ducati Panigale V4 R | 10   | +28.204   | 20º     |       |
| 19º  | 20 | Sylvain Barrier       | Brixx Performance        | Ducati Panigale V4 R | 10   | +30.917   | 19º     |       |
| 20º  | 40 | Román Ramos           | Outdo Kawasaki TPR       | Kawasaki ZX-10RR     | 10   | +31.003   | 18º     |       |
| 21º  | 13 | Takumi Takahashi      | MIE Racing Honda         | Honda CBR1000RR-R    | 10   | +32.699   | 21º     |       |

## Superbike gara 2

### Arrivati al traguardo
| Pos. | Nº | Pilota                | Squadra                  | Motocicletta         | Giri | Tempo     | Griglia | Punti |
| ---- | -- | --------------------- | ------------------------ | -------------------- | ---- | --------- | ------- | ----- |
| 1º   | 1  | Jonathan Rea          | Kawasaki Racing          | Kawasaki ZX-10RR     | 18   | 33'20.294 | 2º      | 25    |
| 2º   | 21 | Michael Ruben Rinaldi | Team GoEleven            | Ducati Panigale V4 R | 18   | +1.244    | 3º      | 20    |
| 3º   | 45 | Scott Redding         | Aruba.it Racing - Ducati | Ducati Panigale V4 R | 18   | +5.326    | 1º      | 16    |
| 4º   | 91 | Leon Haslam           | Team HRC                 | Honda CBR1000RR-R    | 18   | +9.357    | 8º      | 13    |
| 5º   | 22 | Alex Lowes            | Kawasaki Racing          | Kawasaki ZX-10RR     | 18   | +10.761   | 6º      | 11    |
| 6º   | 60 | Michael van der Mark  | Pata Yamaha              | Yamaha YZF R1        | 18   | +15.679   | 12º     | 10    |
| 7º   | 54 | Toprak Razgatlıoğlu   | Pata Yamaha              | Yamaha YZF R1        | 18   | +16.897   | 7º      | 9     |
| 8º   | 76 | Loris Baz             | Ten Kate Racing Yamaha   | Yamaha YZF R1        | 18   | +22.541   | 10º     | 8     |
| 9º   | 64 | Federico Caricasulo   | GRT Yamaha               | Yamaha YZF R1        | 18   | +22.650   | 11º     | 7     |
| 10º  | 31 | Garrett Gerloff       | GRT Yamaha               | Yamaha YZF R1        | 18   | +22.854   | 14º     | 6     |
| 11º  | 50 | Eugene Laverty        | BMW Motorrad             | BMW S1000 RR         | 18   | +23.729   | 16º     | 5     |
| 12º  | 33 | Marco Melandri        | Barni Racing             | Ducati Panigale V4 R | 18   | +28.380   | 17º     | 4     |
| 13º  | 12 | Javier Forés          | Kawasaki Puccetti Racing | Kawasaki ZX-10RR     | 18   | +31.630   | 15º     | 3     |
| 14º  | 71 | Matteo Ferrari        | Motocorsa Racing         | Ducati Panigale V4 R | 18   | +44.264   | 20º     | 2     |
| 15º  | 40 | Román Ramos           | Outdo Kawasaki TPR       | Kawasaki ZX-10RR     | 18   | +48.200   | 18º     | 1     |
| 16º  | 13 | Takumi Takahashi      | MIE Racing Honda         | Honda CBR1000RR-R    | 18   | +49.080   | 21º     |       |

### Ritirati
| Nº | Pilota            | Squadra                  | Motocicletta         | Giri | Griglia |
| -- | ----------------- | ------------------------ | -------------------- | ---- | ------- |
| 7  | Chaz Davies       | Aruba.it Racing - Ducati | Ducati Panigale V4 R | 12   | 5º      |
| 20 | Sylvain Barrier   | Brixx Performance        | Ducati Panigale V4 R | 8    | 19º     |
| 19 | Álvaro Bautista   | Team HRC                 | Honda CBR1000RR-R    | 5    | 4º      |
| 77 | Maximilian Scheib | Orelac Racing Verdnatura | Kawasaki ZX-10RR     | 2    | 13º     |
| 66 | Tom Sykes         | BMW Motorrad             | BMW S1000 RR         | 0    | 9º      |

## Supersport gara 1

### Arrivati al traguardo
| Pos. | Nº | Pilota                | Squadra                       | Motocicletta     | Giri | Tempo     | Griglia | Punti |
| ---- | -- | --------------------- | ----------------------------- | ---------------- | ---- | --------- | ------- | ----- |
| 1º   | 55 | Andrea Locatelli      | Bardahl Evan Bros.            | Yamaha YZF R6    | 15   | 28'47.585 | 1º      | 25    |
| 2º   | 3  | Raffaele De Rosa      | MV Agusta Reparto Corse       | MV Agusta F3 675 | 15   | +6.012    | 3º      | 20    |
| 3º   | 16 | Jules Cluzel          | GMT94 Yamaha                  | Yamaha YZF R6    | 15   | +10.079   | 4º      | 16    |
| 4º   | 44 | Lucas Mahias          | Kawasaki Puccetti Racing      | Kawasaki ZX-6R   | 15   | +14.516   | 5º      | 13    |
| 5º   | 5  | Philipp Öttl          | Kawasaki Puccetti Racing      | Kawasaki ZX-6R   | 15   | +15.525   | 6º      | 11    |
| 6º   | 81 | Manuel González       | Kawasaki ParkinGO             | Kawasaki ZX-6R   | 15   | +20.045   | 8º      | 10    |
| 7º   | 56 | Péter Sebestyén       | Oxxo Yamaha Team Toth         | Yamaha YZF R6    | 15   | +20.140   | 10º     | 9     |
| 8º   | 99 | Daniel Webb           | WRP Wepol Racing              | Yamaha YZF R6    | 15   | +23.246   | 13º     | 8     |
| 9º   | 94 | Corentin Perolari     | GMT94 Yamaha                  | Yamaha YZF R6    | 15   | +25.463   | 12º     | 7     |
| 10º  | 22 | Federico Fuligni      | MV Agusta Reparto Corse       | MV Agusta F3 675 | 15   | +29.348   | 14º     | 6     |
| 11º  | 12 | Álex Ruiz             | Emperador Racing              | Yamaha YZF R6    | 15   | +29.592   | 16º     | 5     |
| 12º  | 9  | Galang Hendra Pratama | bLU cRU WorldSSP by MS Racing | Yamaha YZF R6    | 15   | +31.458   | 17º     | 4     |
| 13º  | 34 | Kevin Manfredi        | Altogoo Racing                | Yamaha YZF R6    | 15   | +36.736   | 20º     | 3     |
| 14º  | 47 | Axel Bassani          | Soradis Yamaha Motoxracing    | Yamaha YZF R6    | 15   | +36.882   | 23º     | 2     |
| 15º  | 25 | Andy Verdoïa          | bLU cRU WorldSSP by MS Racing | Yamaha YZF R6    | 15   | +36.996   | 18º     | 1     |
| 16º  | 84 | Loris Cresson         | Oxxo Yamaha Team Toth         | Yamaha YZF R6    | 15   | +37.100   | 24º     |       |
| 17º  | 6  | María Herrera         | Altogoo Racing                | Yamaha YZF R6    | 15   | +37.339   | 22º     |       |
| 18º  | 2  | Luigi Montella        | DK Motorsport                 | Yamaha YZF R6    | 15   | +1'04.825 | 19º     |       |
| 19º  | 38 | Hannes Soomer         | Kallio Racing                 | Yamaha YZF R6    | 15   | +1'09.931 | 7º      |       |

### Ritirati
| Nº | Pilota               | Squadra             | Motocicletta   | Giri | Griglia |
| -- | -------------------- | ------------------- | -------------- | ---- | ------- |
| 83 | Lachlan Epis         | MPM Routz Racing    | Yamaha YZF R6  | 13   | 15º     |
| 78 | Hikari Ōkubo         | Dynavolt Honda      | Honda CBR600RR | 12   | 21º     |
| 52 | Patrick Hobelsberger | Dynavolt Honda      | Honda CBR600RR | 11   | 25º     |
| 32 | Isaac Viñales        | Kallio Racing       | Yamaha YZF R6  | 6    | 2º      |
| 61 | Can Öncü             | Turkish Racing      | Kawasaki ZX-6R | 4    | 11º     |
| 4  | Steven Odendaal      | EAB Ten Kate Racing | Yamaha YZF R6  | 0    | 9º      |

## Supersport gara 2

### Arrivati al traguardo
| Pos. | Nº | Pilota                | Squadra                       | Motocicletta     | Giri | Tempo     | Griglia | Punti |
| ---- | -- | --------------------- | ----------------------------- | ---------------- | ---- | --------- | ------- | ----- |
| 1º   | 55 | Andrea Locatelli      | Bardahl Evan Bros.            | Yamaha YZF R6    | 15   | 28'46.977 | 1º      | 25    |
| 2º   | 44 | Lucas Mahias          | Kawasaki Puccetti Racing      | Kawasaki ZX-6R   | 15   | +6.286    | 5º      | 20    |
| 3º   | 32 | Isaac Viñales         | Kallio Racing                 | Yamaha YZF R6    | 15   | +7.876    | 2º      | 16    |
| 4º   | 5  | Philipp Öttl          | Kawasaki Puccetti Racing      | Kawasaki ZX-6R   | 15   | +7.908    | 6º      | 13    |
| 5º   | 38 | Hannes Soomer         | Kallio Racing                 | Yamaha YZF R6    | 15   | +9.420    | 7º      | 11    |
| 6º   | 56 | Péter Sebestyén       | Oxxo Yamaha Team Toth         | Yamaha YZF R6    | 15   | +9.607    | 10º     | 10    |
| 7º   | 94 | Corentin Perolari     | GMT94 Yamaha                  | Yamaha YZF R6    | 15   | +9.657    | 12º     | 9     |
| 8º   | 81 | Manuel González       | Kawasaki ParkinGO             | Kawasaki ZX-6R   | 15   | +9.700    | 8º      | 8     |
| 9º   | 4  | Steven Odendaal       | EAB Ten Kate Racing           | Yamaha YZF R6    | 15   | +15.473   | 9º      | 7     |
| 10º  | 99 | Daniel Webb           | WRP Wepol Racing              | Yamaha YZF R6    | 15   | +15.549   | 13º     | 6     |
| 11º  | 12 | Álex Ruiz             | Emperador Racing              | Yamaha YZF R6    | 15   | +21.285   | 16º     | 5     |
| 12º  | 9  | Galang Hendra Pratama | bLU cRU WorldSSP by MS Racing | Yamaha YZF R6    | 15   | +22.842   | 17º     | 4     |
| 13º  | 47 | Axel Bassani          | Soradis Yamaha Motoxracing    | Yamaha YZF R6    | 15   | +23.234   | 23º     | 3     |
| 14º  | 22 | Federico Fuligni      | MV Agusta Reparto Corse       | MV Agusta F3 675 | 15   | +24.014   | 14º     | 2     |
| 15º  | 25 | Andy Verdoïa          | bLU cRU WorldSSP by MS Racing | Yamaha YZF R6    | 15   | +29.699   | 18º     | 1     |
| 16º  | 84 | Loris Cresson         | Oxxo Yamaha Team Toth         | Yamaha YZF R6    | 15   | +29.794   | 24º     |       |
| 17º  | 6  | María Herrera         | Altogoo Racing                | Yamaha YZF R6    | 15   | +29.932   | 22º     |       |
| 18º  | 83 | Lachlan Epis          | MPM Routz Racing              | Yamaha YZF R6    | 15   | +30.389   | 15º     |       |
| 19º  | 52 | Patrick Hobelsberger  | Dynavolt Honda                | Honda CBR600RR   | 15   | +41.424   | 25º     |       |

### Ritirati
| Nº | Pilota           | Squadra                 | Motocicletta     | Giri | Griglia |
| -- | ---------------- | ----------------------- | ---------------- | ---- | ------- |
| 3  | Raffaele De Rosa | MV Agusta Reparto Corse | MV Agusta F3 675 | 5    | 3º      |
| 61 | Can Öncü         | Turkish Racing          | Kawasaki ZX-6R   | 4    | 11º     |
| 16 | Jules Cluzel     | GMT94 Yamaha            | Yamaha YZF R6    | 3    | 4º      |
| 34 | Kevin Manfredi   | Altogoo Racing          | Yamaha YZF R6    | 1    | 20º     |
| 2  | Luigi Montella   | DK Motorsport           | Yamaha YZF R6    | 0    | 19º     |

## Supersport 300 gara 1

### Arrivati al traguardo
| Pos. | Nº | Pilota                 | Squadra                                 | Motocicletta       | Giri | Tempo     | Griglia | Punti |
| ---- | -- | ---------------------- | --------------------------------------- | ------------------ | ---- | --------- | ------- | ----- |
| 1º   | 54 | Bahattin Sofuoğlu      | Biblion Motoxracing Yamaha              | Yamaha YZF-R3      | 10   | 21'21.336 | 1º      | 25    |
| 2º   | 6  | Jeffrey Buis           | MTM Kawasaki Motoport                   | Kawasaki Ninja 400 | 10   | +0.111    | 3º      | 20    |
| 3º   | 95 | Scott Deroue           | MTM Kawasaki Motoport                   | Kawasaki Ninja 400 | 10   | +0.171    | 13º     | 16    |
| 4º   | 11 | Ana Carrasco           | Kawasaki Provec                         | Kawasaki Ninja 400 | 10   | +0.412    | 8º      | 13    |
| 5º   | 10 | Unai Orradre           | Yamaha MS Racing                        | Yamaha YZF-R3      | 10   | +0.437    | 12º     | 11    |
| 6º   | 8  | Mika Pérez             | Prodina Ircos                           | Kawasaki Ninja 400 | 10   | +0.937    | 4º      | 10    |
| 7º   | 88 | Bruno Ieraci           | Kawasaki GP Project                     | Kawasaki Ninja 400 | 10   | +0.965    | 6º      | 9     |
| 8º   | 99 | Adrián Huertas         | ProGP Racing                            | Yamaha YZF-R3      | 10   | +1.292    | 10º     | 8     |
| 9º   | 25 | Alan Kroh              | Yamaha MS Racing                        | Yamaha YZF-R3      | 10   | +1.850    | 14º     | 7     |
| 10º  | 83 | Meikon Kawakami        | Brasil AD 78                            | Yamaha YZF-R3      | 10   | +2.050    | 17º     | 6     |
| 11º  | 96 | Filip Salač            | ACCR Czech Talent Team - Willi Race     | Kawasaki Ninja 400 | 10   | +2.108    | 36º     | 5     |
| 12º  | 87 | Eliton Gohara Kawakami | Yamaha MS Racing                        | Yamaha YZF-R3      | 10   | +2.812    | 15º     | 4     |
| 13º  | 72 | Alvaro Diaz            | Biblion Motoxracing Yamaha              | Yamaha YZF-R3      | 10   | +3.988    | 26º     | 3     |
| 14º  | 7  | Johan Gimbert          | GP Project                              | Kawasaki Ninja 400 | 10   | +4.446    | 18º     | 2     |
| 15º  | 58 | Iñigo Iglesias         | Scuderia Maranga Racing                 | Kawasaki Ninja 400 | 10   | +6.766    | 28º     | 1     |
| 16º  | 71 | Tom Edwards            | Kawasaki ParkinGO                       | Kawasaki Ninja 400 | 10   | +6.827    | 19º     |       |
| 17º  | 26 | Mirko Gennai           | BrCorse                                 | Yamaha YZF-R3      | 10   | +6.916    | 25º     |       |
| 18º  | 15 | Alfonso Coppola        | Kawasaki GP Project                     | Kawasaki Ninja 400 | 10   | +6.964    | 16º     |       |
| 19º  | 9  | Paolo Grassia          | Chiodo Moto Racing                      | Kawasaki Ninja 400 | 10   | +7.097    | 21º     |       |
| 20º  | 14 | Enzo de la Vega        | Machado Came SBK                        | Yamaha YZF-R3      | 10   | +13.211   | 32º     |       |
| 21º  | 44 | Tom Bramich            | Carl Cox-RT Motorsports by SKM-Kawasaki | Kawasaki Ninja 400 | 10   | +13.261   | 29º     |       |
| 22º  | 46 | Samuel Di Sora         | Leader Team Flembbo                     | Kawasaki Ninja 400 | 10   | +13.330   | 31º     |       |
| 23º  | 80 | Gabriele Mastroluca    | GP Project                              | Kawasaki Ninja 400 | 10   | +13.479   | 34º     |       |
| 24º  | 2  | Alejandro Carrión      | Smrz Racing - Willi Race                | Kawasaki Ninja 400 | 10   | +16.413   | 33º     |       |
| 25º  | 24 | Daniel Blin            | Biblion Motoxracing Yamaha              | Yamaha YZF-R3      | 10   | +25.468   | 35º     |       |
| 26º  | 85 | Kevin Sabatucci        | Kawasaki GP Project                     | Kawasaki Ninja 400 | 10   | +18.645   | 20º     |       |

### Ritirati
| Nº | Pilota             | Squadra                                | Motocicletta       | Giri | Griglia |
| -- | ------------------ | -------------------------------------- | ------------------ | ---- | ------- |
| 64 | Hugo De Cancellis  | Team Trasimeno                         | Yamaha YZF-R3      | 7    | 2º      |
| 61 | Yuta Okaya         | MTM Kawasaki Motoport                  | Kawasaki Ninja 400 | 7    | 5º      |
| 22 | Mykyta Kalinin     | Battley-RT Motorsports by SKM-Kawasaki | Kawasaki Ninja 400 | 7    | 22º     |
| 17 | Koen Meuffels      | MTM Kawasaki Motoport                  | Kawasaki Ninja 400 | 6    | 9º      |
| 84 | Kim Aloisi         | ProGP Racing                           | Yamaha YZF-R3      | 6    | 27º     |
| 69 | Tom Booth-Amos     | RT Motorsports by SKM - Kawasaki       | Kawasaki Ninja 400 | 5    | 11º     |
| 30 | Glenn van Straalen | EAB Ten Kate Racing                    | Yamaha YZF-R3      | 4    | 24º     |
| 52 | Oliver König       | Movisio by Freudenberg Jr              | Kawasaki Ninja 400 | 4    | 23º     |

## Supersport 300 gara 2

### Arrivati al traguardo
| Pos. | Nº | Pilota                 | Squadra                                | Motocicletta       | Giri | Tempo     | Griglia | Punti |
| ---- | -- | ---------------------- | -------------------------------------- | ------------------ | ---- | --------- | ------- | ----- |
| 1º   | 6  | Jeffrey Buis           | MTM Kawasaki Motoport                  | Kawasaki Ninja 400 | 10   | 21'19.109 | 3º      | 25    |
| 2º   | 95 | Scott Deroue           | MTM Kawasaki Motoport                  | Kawasaki Ninja 400 | 10   | +5.114    | 14º     | 20    |
| 3º   | 54 | Bahattin Sofuoğlu      | Biblion Motoxracing Yamaha             | Yamaha YZF-R3      | 10   | +5.203    | 1º      | 16    |
| 4º   | 17 | Koen Meuffels          | MTM Kawasaki Motoport                  | Kawasaki Ninja 400 | 10   | +5.351    | 11º     | 13    |
| 5º   | 8  | Mika Pérez             | Prodina Ircos                          | Kawasaki Ninja 400 | 10   | +5.569    | 4º      | 11    |
| 6º   | 10 | Unai Orradre           | Yamaha MS Racing                       | Yamaha YZF-R3      | 10   | +5.720    | 13º     | 10    |
| 7º   | 88 | Bruno Ieraci           | Kawasaki GP Project                    | Kawasaki Ninja 400 | 10   | +5.763    | 7º      | 9     |
| 8º   | 85 | Kevin Sabatucci        | Kawasaki GP Project                    | Kawasaki Ninja 400 | 10   | +5.809    | 21º     | 8     |
| 9º   | 69 | Tom Booth-Amos         | RT Motorsports by SKM - Kawasaki       | Kawasaki Ninja 400 | 10   | +6.221    | 6º      | 7     |
| 10º  | 46 | Samuel Di Sora         | Leader Team Flembbo                    | Kawasaki Ninja 400 | 10   | +6.448    | 32º     | 6     |
| 11º  | 99 | Adrián Huertas         | ProGP Racing                           | Yamaha YZF-R3      | 10   | +6.802    | 12º     | 5     |
| 12º  | 83 | Meikon Kawakami        | Brasil AD 78                           | Yamaha YZF-R3      | 10   | +6.804    | 18º     | 4     |
| 13º  | 64 | Hugo De Cancellis      | Team Trasimeno                         | Yamaha YZF-R3      | 10   | +6.894    | 2º      | 3     |
| 14º  | 87 | Eliton Gohara Kawakami | Yamaha MS Racing                       | Yamaha YZF-R3      | 10   | +6.895    | 16º     | 2     |
| 15º  | 58 | Iñigo Iglesias         | Scuderia Maranga Racing                | Kawasaki Ninja 400 | 10   | +6.946    | 29º     | 1     |
| 16º  | 25 | Alan Kroh              | Yamaha MS Racing                       | Yamaha YZF-R3      | 10   | +7.023    | 15º     |       |
| 17º  | 30 | Glenn van Straalen     | EAB Ten Kate Racing                    | Yamaha YZF-R3      | 10   | +7.290    | 25º     |       |
| 18º  | 22 | Mykyta Kalinin         | Battley-RT Motorsports by SKM-Kawasaki | Kawasaki Ninja 400 | 10   | +7.341    | 23º     |       |
| 19º  | 14 | Enzo de la Vega        | Machado Came SBK                       | Yamaha YZF-R3      | 10   | +7.388    | 33º     |       |
| 20º  | 11 | Ana Carrasco           | Kawasaki Provec                        | Kawasaki Ninja 400 | 10   | +7.792    | 10º     |       |
| 21º  | 72 | Alvaro Diaz            | Biblion Motoxracing Yamaha             | Yamaha YZF-R3      | 10   | +7.798    | 27º     |       |
| 22º  | 7  | Johan Gimbert          | GP Project                             | Kawasaki Ninja 400 | 10   | +8.670    | 19º     |       |
| 23º  | 71 | Tom Edwards            | Kawasaki ParkinGO                      | Kawasaki Ninja 400 | 10   | +8.782    | 20º     |       |
| 24º  | 9  | Paolo Grassia          | Chiodo Moto Racing                     | Kawasaki Ninja 400 | 10   | +8.838    | 22º     |       |
| 25º  | 52 | Oliver König           | Movisio by Freudenberg Jr              | Kawasaki Ninja 400 | 10   | +9.695    | 24º     |       |
| 26º  | 15 | Alfonso Coppola        | Kawasaki GP Project                    | Kawasaki Ninja 400 | 10   | +9.937    | 17º     |       |
| 27º  | 80 | Gabriele Mastroluca    | GP Project                             | Kawasaki Ninja 400 | 10   | +22.142   | 35º     |       |
| 28º  | 24 | Daniel Blin            | Biblion Motoxracing Yamaha             | Yamaha YZF-R3      | 10   | +22.825   | 36º     |       |
| 29º  | 2  | Alejandro Carrión      | Smrz Racing - Willi Race               | Kawasaki Ninja 400 | 10   | +25.889   | 34º     |       |
| 30º  | 26 | Mirko Gennai           | BrCorse                                | Yamaha YZF-R3      | 10   | +58.398   | 26º     |       |

### Non classificato
| Nº | Pilota      | Squadra                             | Motocicletta       | Giri | Griglia |
| -- | ----------- | ----------------------------------- | ------------------ | ---- | ------- |
| 96 | Filip Salač | ACCR Czech Talent Team - Willi Race | Kawasaki Ninja 400 | 10   | 9º      |

### Ritirati
| Nº | Pilota      | Squadra                                 | Motocicletta       | Giri | Griglia |
| -- | ----------- | --------------------------------------- | ------------------ | ---- | ------- |
| 84 | Kim Aloisi  | ProGP Racing                            | Yamaha YZF-R3      | 0    | 28º     |
| 61 | Yuta Okaya  | MTM Kawasaki Motoport                   | Kawasaki Ninja 400 | 0    | 5º      |
| 44 | Tom Bramich | Carl Cox-RT Motorsports by SKM-Kawasaki | Kawasaki Ninja 400 | 0    | 30º     |